# Leptoiulus pretneri
Leptoiulus pretneri är en mångfotingart som beskrevs av Pius Strasser 1940. Leptoiulus pretneri ingår i släktet Leptoiulus och familjen kejsardubbelfotingar. Inga underarter finns listade i Catalogue of Life.